# Andzevatsik
Andzevatsik fou un districte d'Armènia situat al sud-oest de Baspracània. La principal fortalesa era Kangavar o Kangovar o Kangevar. Limitava al nord amb el Ervanduniq (Yervanduniq), a l'oest amb el Bazhuniq i el Arnoiotn, al sud la comarca d'Agarak al Tshauq; i a l'est amb el Terpatuniq i el petit Albag.
La regió fou feu dels Andzevatsí. El 778 els romans d'Orient van derrotar els àrabs a Cilícia sota la direcció de dos exiliats armenis: Tazates i Artavasdes Mamiconi. Aquest darrer fou nomenat estrateg del tema dels Buccel·laris a Anatòlia, però Tazates va caure en desgràcia el 780 a l'arribar al tron l'emperadriu Irene. Tazates va passar llavors al servei dels àrabs. El califa el va acollir molt bé i el va nomenar patrici d'Armènia (càrrec vacant des del 772) i generalíssim amb possessió plena del seu districte d'Andzevatsik, que entrava a terres dels Arzerunis (pel sud-oest). Des de llavors els nakharark veïns, sobretot els Arzerunis, no van parar de conspirar contra ell.
Vers el 782 (abans del 785) un atac khàzar va obligar Tazates a sortir en campanya a la zona de Derbent junt amb l'ostikan d'Armènia. Van acampar a la plana de Keran, però es va declarar una epidèmia i Tazates va morir. Andzevatsik va romandre en mans de la família fins al 863 quant, a la mort del príncep Musel Andzevatsí, que només deixava un hereu infant, el va cedir en testament al príncep d'Armènia Asoci I el Gran junt amb el castell de Noraberd; però la vídua de Musel, Helena, amenaçada per Grigor Derenik de Baspracània, va oferir la seva mà a Gurguèn príncep de Mardastan i així Gurguèn va entrar a Kangovar la capital vers el 867 i es va casar amb Helena. Grigor Dereneik va tractar d'ocupar Andzevatsik i Mardastan però fou rebutjat.
Grigor Derenik i el seu pare Asoci Arzeruni van planejar un temps després (vers 869) prendre les terres del príncep de Mardastan al Antzevatsiq. Va esclatar la guerra en la qual Gurguèn va tenir el suport del seu fillastre Grigor Andzevatsí, fill de la seva dona Helena amb el difunt príncep Musel Andzevatsí; junts van rebutjar a Asoci i al seu fill Grigor Derenik. La victòria de Gurguèn a Blrakin (al Reixtunik) va obligar a Asoci a fugir. Asoci va demanar l'ajut del príncep de prínceps Asoci I el Gran, que va enviar el seu fill Isaac; també va rebre ajuda de Musel príncep de Mokq, i fins i tot de l'emir d'Arzèn que veia els seus propis dominis amenaçats. La coalició va assetjar a Gurguèn a la fortalesa de Kangavar, la principal del Antzevatsiq, però no van poder ocupar-la. Finalment es va acordar la pau sota la base de l'statu quo.

A Gurguèn el va succeir el 987 el seu fill Atom (vegeu Mardastan) que encara governava poc abans del 930. Després el país va passar a Baspracània i va seguir la seva història.

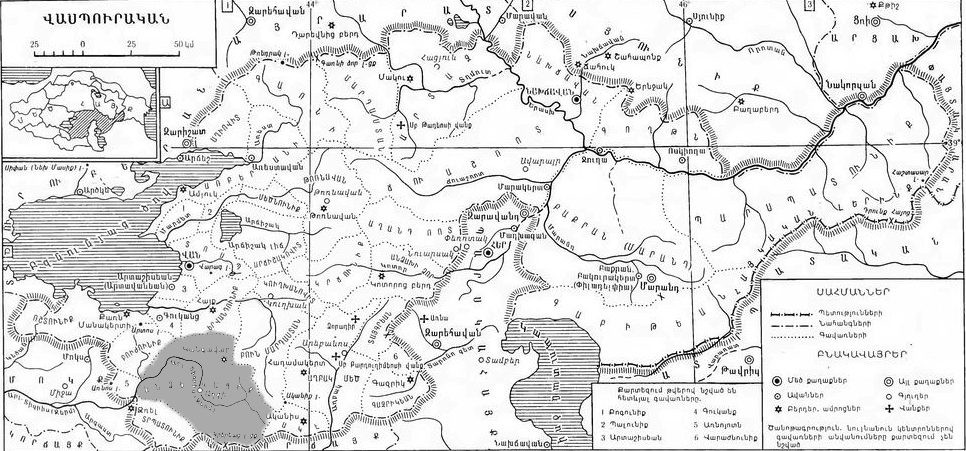
Mapa amb la regió d'Andzevatsik ombrejada al sud-oest de l'estany Van. Enciclopèdia Soviètica.